# Datennutzungsgesetz
Mit dem deutschen Datennutzungsgesetz (DNG) sollen Daten, die in den Anwendungsbereich dieses Gesetzes fallen, soweit möglich, nach dem Grundsatz „konzeptionell und standardmäßig offen“ erstellt und bereitgestellt werden. Es löste das Informationsweiterverwendungsgesetz (IWG) ab und dient der Umsetzung der PSI-Richtlinie. Es ist ein Baustein der Open-Data-Strategie der Bundesregierung und Teil des Zweiten Open-Data-Gesetzes.

## Ziele des Gesetzes
Der Gesetzgeber will ausweislich der Begründung zum DNG
- Potenziale für innovative Geschäftsmodelle erschließen, insbesondere bei Echtzeitdaten,
- effektive, transparente und nachvollziehbare Verwaltungsprozesse fördern,
- die bürgerliche Teilhabe und die Zivilgesellschaft stärken,
- das Vertrauen in staatliches Handeln erhöhen und
- Wissenschaft und Forschung fördern.

## Neuerungen gegenüber dem IWG
Neuerungen gab es durch das Datennutzungsgesetz in Bezug auf die Echtzeitbereitstellung dynamischer Daten und die Bereitstellung hochwertiger Datensätze sowie in der Erstreckung des Anwendungsbereichs auf öffentliche Unternehmen bestimmter Bereiche der Daseinsvorsorge (Wasser, Energie und Verkehr) und die explizite Aufnahme von Forschungsdaten in den Anwendungsbereich.

### Dynamische Daten
Dynamische Daten im Sinne des Gesetzes sind Aufzeichnungen in digitaler Form, die häufig oder in Echtzeit aktualisiert werden, insbesondere aufgrund ihrer Volatilität oder ihres raschen Veraltens (§ 3 Nr. 8 DNG). Ein Beispiel sind die Daten von Sensoren, wenn sie kontinuierlich anfallen. Der Datenbereitsteller muss die Nutzung von dynamischen Daten unmittelbar nach der Erfassung in Echtzeit mithilfe geeigneter Anwendungsprogrammierschnittstellen (API) und, falls technisch erforderlich, als Massen-Download ermöglichen (§ 8 Abs. 1 DNG).

### Hochwertige Datensätze
Hochwertige Datensätze sind die in den europarechtlichen Grundlagen ausgewiesenen Datensätze (§ 3 Nr. 9 DNG). Eine abstrakte Definition ist im Datennutzungsgesetz nicht enthalten. Die Hochwertigkeit ergibt sich aus dem potenziellen Nutzen der Daten. Sie beruht nicht dem aktuellen Marktwert.
Beispiele für Kategorien hochwertiger Datensätze sind:
- Postleitzahlen, nationale und lokale Karten (Georaum)
- Energieverbrauch und Satellitenbilder (Erdbeobachtung und Umwelt)
- In-situ-Daten von Messinstrumenten und Wettervorhersagen (Meteorologie)
- demografische und ökonomische Indikatoren (Statistiken)
- Unternehmensregister und Registrierungskennungen (Unternehmen und Eigentumsverhältnisse von Unternehmen)
- Straßenverkehrszeichen und Binnenwasserstraßen (Mobilität)

Öffentliche Stellen und Unternehmen der Daseinsvorsorge müssen die Nutzung hochwertiger Datensätze in maschinenlesbarem Format über geeignete Anwendungsprogrammierschnittstellen und, falls technisch erforderlich, als Massen-Download ermöglichen (§ 9 DNG).

## Anwendungsbereich
Das Gesetz gilt für die Daten von Datenbereitstellern, die eine Pflicht zur Bereitstellung trifft oder bei denen ein Anspruch auf Zugang zu Daten geltend gemacht werden kann. Es gilt auch, wenn die Daten auf sonstige Weise (freiwillig) öffentlich oder zur ausschließlichen Nutzung bereitgestellt werden (§ 2 Abs. 1 DNG).
Datenbereitsteller sind (vereinfachte Darstellung)
- öffentliche Stellen,
- Unternehmen der Daseinsvorsorge,
- Hochschulen, Forschungseinrichtungen und Forschungsfördereinrichtungen und
- Forschende.

Bei Forschungsdaten gilt dies nur, wenn sie öffentlich finanziert und bereits über ein institutionelles oder thematisches Repositorium öffentlich bereitgestellt wurden.
Der Begriff der öffentlichen Stelle ist weit gefasst. Dazu gehören Gebietskörperschaften wie Gemeinden, Landkreise, kreisfreie Städte, Land und Bund sowie die Sondervermögen wie z. B. das Sondervermögen Deutsche Bundespost. Es sind aber auch juristische Personen des öffentlichen Rechts und des Privatrechts einbezogen, wenn sie Aufgaben nichtgewerblicher Art im Allgemeininteresse erfüllen und durch die öffentliche Hand finanziert werden (§ 3 DNG).
Eine Einschränkung der Anwendbarkeit des Datennutzungsgesetzes (§ 2 Abs. 2 Nr. 3 und Abs. 3 DNG) kann – beispielsweise – bestehen bei
- personenbezogenen Daten,
- Geschäftsgeheimnissen,
- Belangen der nationalen Sicherheit,
- geistigem Eigentum Dritter sowie
- Logos, Wappen und Insignien.

## Inhaltliche Regelungen

### Keine Bereitstellungspflicht oder Anspruch auf Zugang
Das Datennutzungsgesetz begründet selbst keine Bereitstellungspflicht oder einen Anspruch auf Zugang zu Daten (§ 1 Abs. 2 DNG). Es gilt nur, wenn eine solche Pflicht bereits nach anderen gesetzlichen Regelungen besteht oder Daten auf sonstige Weise öffentlich oder zur ausschließlichen Nutzung bereitgestellt werden (§ 2 Abs. 1 DNG).
Einen Anspruch auf Zugang zu Daten gibt es insbesondere im Informationsfreiheitsgesetz, im Verbraucherinformationsgesetz und im Umweltinformationsgesetz sowie in Gesetzen der Länder. Eine Pflicht zur Bereitstellung findet sich zum Beispiel in § 12a EGovG. Die Pflicht zur Bereitstellung richtet sich nur an diejenigen, die Daten vorhalten, begründet aber keinen Anspruch des einzelnen auf Zugang.

### Freie Nutzung von Daten
Soweit das Datennutzungsgesetz Anwendung findet, dürfen die bereitgestellten Daten für jeden kommerziellen oder nichtkommerziellen Zweck genutzt werden (§ 4 Abs. 1 DNG).
Ausnahmsweise muss die Nutzung zugelassen werden (§ 4 Abs. 2 DNG) bei
- Bibliotheken (einschließlich Hochschulbibliotheken),
- Museen und Archiven und
- Unternehmen der Daseinsvorsorge.

In den ersten beiden Fällen gilt dies, wenn den Genannten Urheber- oder verwandte Schutzrechte oder gewerbliche Schutzrechte zustehen.
Außerdem ist es in bestimmten Fällen zulässig, eine ausschließliche Nutzung zu vereinbaren (Ausschließlichkeitsvereinbarungen). Sind derartige Vereinbarungen geplant oder gültig, muss dies im Internet veröffentlicht werden. Die Auswirkungen auf die Verfügbarkeit und Nutzbarkeit von Daten muss regelmäßig, mindestens alle drei Jahre, überprüft werden. Vereinbarungen, die noch nicht unter das Datennutzungsgesetz fielen, enden spätestens am 31. Dezember 2027, in bestimmten Fällen am 31. Dezember 2033 (§ 6  DNG).

### Anwendung von Nutzungsbestimmungen
Nutzungsbestimmungen (Lizenzen) dürfen festgelegt werden, wenn sie objektiv, verhältnismäßig, nichtdiskriminierend und durch ein im Allgemeininteresse liegendes Ziel gerechtfertigt sind. Öffentliche Stellen sollen nach Möglichkeit offene Lizenzen verwenden (§ 4 Abs. 3 DNG).

### Entgelt für die Nutzung
Die Nutzung von Daten ist unentgeltlich. Von diesem Grundsatz gibt es jedoch Ausnahmen (§ 10 DNG), zu denen die Bundesnetzagentur eine Liste führt (§ 10 Abs. 4 DNG).

### Form der Zurverfügungstellung
Der Datenbereitsteller muss die Nutzung der Daten in allen angefragten und bei ihm vorhandenen Formaten und Sprachen ermöglichen (§ 7 DNG). Soweit möglich sollen die Daten in
- offenen,
- maschinenlesbaren,
- zugänglichen,
- auffindbaren und
- interoperablen

Formaten und zusammen mit den zugehörigen Metadaten bereitgestellt werden. Es sollen förmliche offene Standards angewendet werden. Daten und Metadaten müssen aber nicht neu erstellt oder angepasst werden, wenn dies mit unverhältnismäßigem Aufwand verbunden wäre.
Metadaten sind, soweit möglich und sinnvoll, über das nationale Metadatenportal GovData zur Verfügung zu stellen (§ 7 Abs. 4 DNG).

## Kritik
Es wurde die Befürchtung geäußert, dass der Schutz personenbezogener Daten gefährdet sein könnte. Das Gesetz findet zwar keine Anwendung, soweit der Schutz personenbezogener Daten entgegensteht und stellt klar, dass die Bestimmungen zum Schutz personenbezogener Daten Anwendung finden (§ 2 Abs. 4 DNG). Mittelbar könnten bei umfangreichen Datensätzen aber auch personenbezogene Informationen offenbart werden. Außerdem sei denkbar, dass der Zugriff auf hochwertige Datensätze Angriffe auf relevante Infrastruktur ermöglichen könnte.

## Datenportale des Bundes und der Länder
Die meisten Bundesländer haben bereits übergreifende Portale eingerichtet. Sofern kein solches Portal vorhanden ist, sind in der folgenden Tabelle die einzelnen Angebote aufgeführt.
| Bund                   | govdata.de                                                   |
| Baden-Württemberg      | daten.bw                                                     |
| Bayern                 | open bydata                                                  |
| Berlin                 | Offene Daten Berlin                                          |
| Brandenburg            | Datenadler Brandenburg                                       |
| Bremen                 | Transparenzportal Bremen                                     |
| Hamburg                | Transparenzportal Hamburg                                    |
| Hessen                 | Geodaten Open Data Gesetz 2023 verabschiedet, siehe dort § 3 |
| Mecklenburg-Vorpommern | Geodaten                                                     |
| Niedersachsen          | Geodatenportal Niedersachsen                                 |
| Nordrhein-Westfalen    | Open.NRW                                                     |
| Rheinland-Pfalz        | Open-Government-Data-Portal Rheinland-Pfalz                  |
| Saarland               | Geoportal                                                    |
| Sachsen                | Open Data Portal des Freistaates Sachsen                     |
| Sachsen-Anhalt         | Geodaten                                                     |
| Schleswig-Holstein     | Open-Data Schleswig-Holstein                                 |
| Thüringen              | Offene Geodaten, TLUG und Umweltportal                       |

## Gesundheitsdatennutzungsgesetz
Für den Bereich von Gesundheitsdaten gibt es ein spezielles Gesundheitsdatennutzungsgesetz (GDNG), das am 26. März 2024 in Kraft getreten ist. Es ermöglicht Forschenden den Zugang zu Gesundheitsdaten für gemeinwohlorientierte Forschung.

## Mobilitätsdatengesetz
Das Mobilitätsdatengesetz war als weiteres spezielles Gesetz über die Bereitstellung von Daten rund um den Straßenverkehr geplant. Das Bundeskabinett hat es am 2. Oktober 2024 beschlossen. Bisher gibt es eine Bereitstellungspflicht nach dem Personenbeförderungsgesetz (PBefG), wobei der Zugang zu den Daten nur Behörden und registrierten Dritten eingeräumt ist (§§ 5, 6 MDV). Das Bundesministerium für Digitales und Verkehr plante eine Bereitstellung als Open Data.